# 临湘站
临湘站，位于中华人民共和国湖南省岳阳市临湘市长安街道，是京广铁路上的火车站，建于1917年，由广州铁路集团管辖。

## 车站结构

### 站场

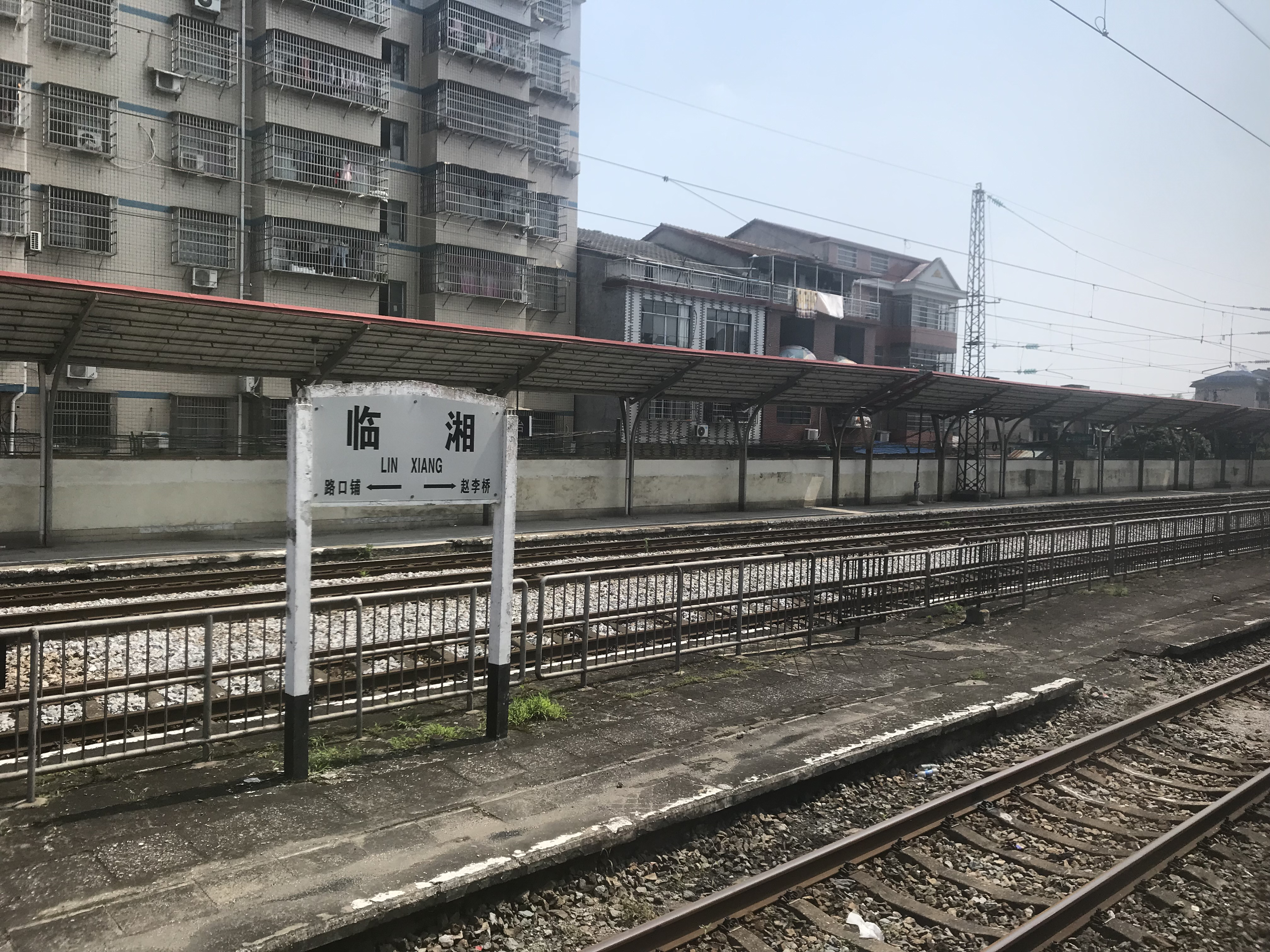
车站股道

临湘站设有一条通往汀家畈采矿场的桃矿专用线。专用线全长32.96千米，1957年11月动工，1958年底通车:479。
| 1F | 侧式站台 | 侧式站台                          |
| 1F | 3站台    | 京广铁路 往北京西方向（赵李桥站） |
| 1F | 通过线   | 京广铁路上行列车通过线            |
| 1F | 通过线   | 京广铁路下行列车通过线            |
| 1F | 岛式站台 |                                   |
| 1F | 2站台    | 京广铁路往广州方向（路口铺站）    |
| 1F | 1站台    | 京广铁路 往广州方向（路口铺站）   |
| 1F | 侧式站台 |                                   |

## 車站周邊
- 中国银行广场分理处
- 中国联通品众营业厅
- 中国工商银行临湘市支行城关分理处
- 中国移动环宇营业厅
- 临湘市粉皮机械设计中心
- 中国邮政储蓄银行五里支行
- 临湘金桥大酒店
- 临湘五中

## 外部連結
- 维基共享资源上的相關多媒體資源：临湘站
- 中国铁路客户服务中心（页面存档备份，存于）